# إليس دين
إليس دين (بالإنجليزية: Ellis Dean)‏ هو سياسي أسترالي، ولد في 1 يوليو 1854، وتوفي في 8 نوفمبر 1920.